# حسام عبد الله (لاعب كرة طائرة)
حسام عبد الله (مواليد 16 فبراير 1988) هو لاعب كرة طائرة مصري يلعب في النادي الأهلي.شارك مع منتخب مصر في أولمبياد 2016 وبطولة العالم لكرة الطائرة للرجال 2014.